# José de Santa Maria de Jesus
José de Santa Maria de Jesus, O.F.M. (Évora, 8 de novembro de 1670 - Xabregas, 7 de junho de 1736) foi um frei franciscano e prelado português da Igreja Católica, que serviu como bispo de Santiago de Cabo Verde.

## Biografia
Nascido em Évora com o nome de José de Azevedo Leal, era filho de Manuel de Azevedo Leal e de sua mulher Antónia Ribeiro de Morais. Entrou para o Convento de Santa Maria de Jesus de Xabregas, de onde tirou seu nome religioso, da Província franciscana dos Algarves recebendo seu hábito religioso em 15 de agosto de 1695.
Quando passou a viver no Convento de Serpa, ficou gravemente doente na perna. Depois, em 22 de maio de 1704, seguiu para o Convento de Santo António do Varatojo, onde originalmente tentou entrar mas por conta da limitação de frades, não conseguiu ingressar. Realizou trabalhos missionários em Lisboa, Coimbra, nas dioceses do Algarve e de Portalegre, além da Arquidiocese de Braga. Foi ainda nomeado guardião do seminário de Varatojo em 1717.
Em 12 de dezembro de 1720 foi proposto pelo rei D. João V para bispo de Santiago de Cabo Verde e teve seu nome aprovado pela Santa Sé em 12 de fevereiro de 1721. Foi consagrado em 8 de junho de 1721, na Sé de Lisboa, pelo cardeal-patriarca D. Tomás de Almeida, coadjuvado por D. Manuel Álvares da Costa, bispo de Angra e por D. Bartolomeu do Pilar, O. Carm., bispo do Grão-Pará.
D. Frei José de Santa Maria fez a sua entrada solene na Sé em 25 de novembro de 1721, tão logo chegou a Ilha de Santiago de Cabo Verde. Enquanto bispo, primou pelo zelo da fé e realizou diversas visitas pastorais, abrangendo todas as ilhas de Cabo Verde, além de ir realizar visitas à Guiné. Numa das suas visitas às ilhas, o seu barco foi a pique e foi salvo por piratas que navegavam na região e, como por milagre, nada fizeram aos náufragos. Em 1732, na sua viagem para a Guiné, o seu barco encalhou e naufragou, e mais uma vez se salvou.
Com a saúde abalada pelas visitas, além de ter ficado cego, acabou por retornar para Portugal em 1733. Contudo, a embarcação que o levava, vindo da Índia, teve que aportar em Salvador, devido às tempestades. Ali, foi recebido pelo arcebispo D. Luís Álvares de Figueiredo, que o levou para o Palácio Arquiepiscopal de Salvador, e pelo governador D. Luís César de Meneses. Finalmente, chegou a Portugal em março de 1734 e foi recebido por D. João V em 1735.
Recolheu-se ao Convento de Xabregas, onde veio a falecer em 7 de junho de 1736.

## Obra
- Brados do Pastor ás suas ovelhas. Obra espiritual dividida em duas partes. Na primeira se contem quarenta practicas doutrinaes por facil, e breve estilo explicadas para mayor utilidade do Bispado de Cabo Verde. Na segunda hum espelho de desengano para peccadores confiados. Lisboa: Manoel Fernandes da Costa Impressor do Santo Officio. 1731. OCLC 915392926